# Gastronomia del Pallars
La cuina del Pallars tracta sobre el menjar i les begudes típics de la cuina pallaresa. El Pallars és una comarca configurada al voltant del riu Noguera Pallaresa. És una zona muntanyenca amb una depressió, la Conca de Tremp, i una massa de relleus muntanyencs interromput únicament pel riu. El clima és mediterrani interior, per la qual cosa els productes alimentaris es basen en el xai, la caça, el bolet, el peix de riu i l'embotit. Comparteix gran part de la seua gastronomia amb la Ribagorça. Pel que fa a la Conca de Tremp, es tracta de la darrera plana agrícola abans d'arribar al Pirineu. El paisatge més mediterrani del Pallars, on domina el conreu de l'oliva, la vinya i l'ametlla. Açò significa que els plats propis de la conca reben una barreja d'influències de la muntanya i la mediterrània.
A continuació es detallen els elements més destacables de la gastronomia d'aquesta comarca.

## Freginat
Típic del Pallars Sobirà i la Ribagorça, el freginat és un plat fet a base de sang i fetge de xai amb una salsa agradolça amb mel.

## Mostillo
El mostillo és un plat de postres fet amb una barreja de most, farina, mel i ametlles.

## Girella i altres embotits
La girella és un embotit a base de xai, arròs i cansalada típica de tot el pirineu català que és documentat des del segle xv. S'empra en la cocció de la caldereta.
Altres embotits típics del Pallars són: Llonganissa, xolís, secallona, paltruc, botifarra traïdora (a base de llengua), goset (amb sang), farcit de carnaval (amb panses i ou dur).

## Coca
La coca és un producte artesanal típic de totes les comarques. Al Pallars la coca de samfaina i la coca de llardons destaquen.

## Formatges
Els formatges com el serrat, llenguat, o el del tupí, fets de la llet d'ovella, són molt apreciats al Pallars. El brossat, en canvi, és de llet de cabra.

## Altres plats típics
- allioli de codony
- civet de senglar i d'isard
- Escudella amb carn d'olla
- Col i trumfes amb suc de rosta
- Estofat de llebre.
- Conill amb carreretes (un tipus de bolet).
- Perdiu amb salsa
- Caragols amb salsa
- Carns a la brasa
- Confitat de porc
- Palpís

## Begudes típiques
- Ratafia[2]

## Ingredients bàsics
- Verdures: Patata, col
- Nous i mel.
- Bolets: rovelló, múrgola, moixernó, camasec, llenega, fredolic
- Aviram: perdiu.
- Carn: Isard, Porc, xai, conill, llebre.
- Peix: Truita de riu.
- Embotits: Llonganissa, xolís, secallona, paltruc,[1] botifarra traïdora (a base de llengua), goset (amb sang), farcit de carnaval (amb panses i ou dur).

## Fires gastronòmiques
La Festa de l'Aplec de Sant Sebastià se celebra el gener i hi destaca un concurs de paella, a Talarn. El dimarts de carnestoltes se celebra un concurs de girella i farcit de carnaval, a Sort, a més de la Calderada de Rialb. Al febrer hi ha el ral·li gastronòmic del Pallars Sobirà, que ofereix degustacions de plats típics. A Llessui se celebra al setembre i part d'octubre la festa del Ruc i la Cuina Pallaresa.
La Fira de Conques a Conques que és una festa popular de matances en la qual es prepara i es tasta el mandongo.
El febrer se celebra a Sort els concursos de farcit de carnestoltes i del confitat de porc.